# Dorfkirche Damelack

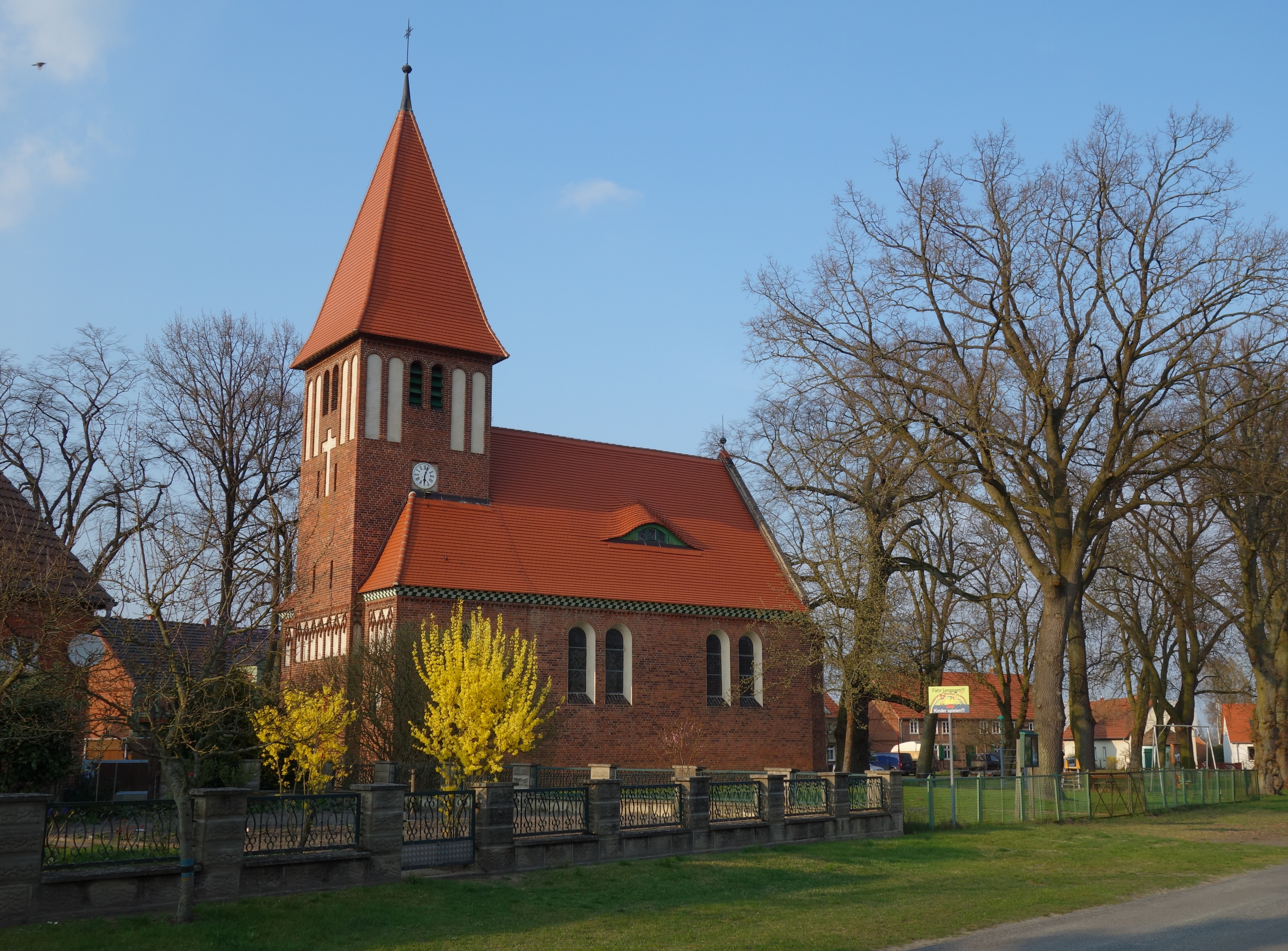
Dorfkirche Damelack

Die evangelische, denkmalgeschützte Dorfkirche Damelack steht in Damelack, einem Gemeindeteil der Gemeinde Breddin im Landkreis Ostprignitz-Ruppin im Land Brandenburg. Die Kirche gehört zum Pfarrsprengel Breddin-Barenthin im Kirchenkreis Prignitz der Evangelischen Kirche Berlin-Brandenburg-schlesische Oberlausitz.

## Beschreibung
Die Saalkirche aus Backsteinen wurde 1907 erbaut und 2009/10 saniert. Sie besteht aus einem Langhaus, einem in ihn eingestellten Kirchturm im Westen und einer halbkreisförmigen Apsis im Osten. Der Innenraum ist mit einem Tonnengewölbe überspannt, dessen Gewölbeschub von Unterzügen aufgefangen wird. Die Kirchenausstattung erfolgte in der Bauzeit. Dazu gehören Skulpturen eines nicht mehr erhaltenen Altarretabels. Die Deckenmalerei und die Wandmalerei führte August Oetken durch. Die Orgel mit sieben Registern auf einem Manual und Pedal wurde 1853 von Friedrich Hermann Lütkemüller gebaut.